# Pascal Nouma
Pascal Olivier Nouma (* 6. Januar 1972 in Épinay-sur-Seine, Frankreich) ist ein ehemaliger französischer Fußballspieler und heutiger Schauspieler.

## Leben und Karriere
Nouma stammt aus einer kamerunischen Familie, wuchs in einem Vorort von Paris auf und spielte während seiner Karriere unter anderem in der Türkei. Bekannt wurde Nouma durch eine Unsportlichkeit, als er seinen 1:0-Siegtreffer für Beşiktaş Istanbul in einem Spiel gegen den Lokalrivalen Fenerbahçe mit einem tiefen Griff in seine Hose gefeiert hatte. Daraufhin wurde sein Vertrag mit Beşiktaş Istanbul im April 2003 aufgelöst. Die Geste sei jenseits aller türkischen Bräuche und Traditionen, begründete die Vereinsführung den Rauswurf.
Im Jahr 2006 feierte er sein Debüt als Schauspieler im türkischen Science-Fiction-Film Dünyayı Kurtaran Adamın Oğlu (deutsch: Der Sohn des Mannes, der die Welt gerettet hat) und hatte eine wiederkehrende Rolle in der Serie Şevkat Yerimdar. 
Neben seiner Muttersprache Französisch spricht Nouma fließend Türkisch.
Im Jahr 2011 nahm er an der Reality-Fernsehshow Survivor Türkiye teil, bei der er allerdings aufgrund einer Auseinandersetzung mit dem Musiker Nihat Doğan disqualifiziert wurde.

## Diskografie

### Singles
- 2014: Haydi Hopla (mit Aynıkan)
- 2016: Dırdır (mit Ferman Akgül)

### Gastauftritte in Musikvideos
- 2019: Demet Akalın (von Ben Fero)